# Крыши под снегом (картина Кайботта)
«Кры́ши под сне́гом» (фр. Vue de toits (effet de neige)) — картина, написанная французским художником Гюставом Кайботтом (Gustave Caillebotte, 1848—1894) зимой 1878—1879 года. Размер картины — 64,5 × 81 см (по другим данным — 65,1 × 81 см).

## История

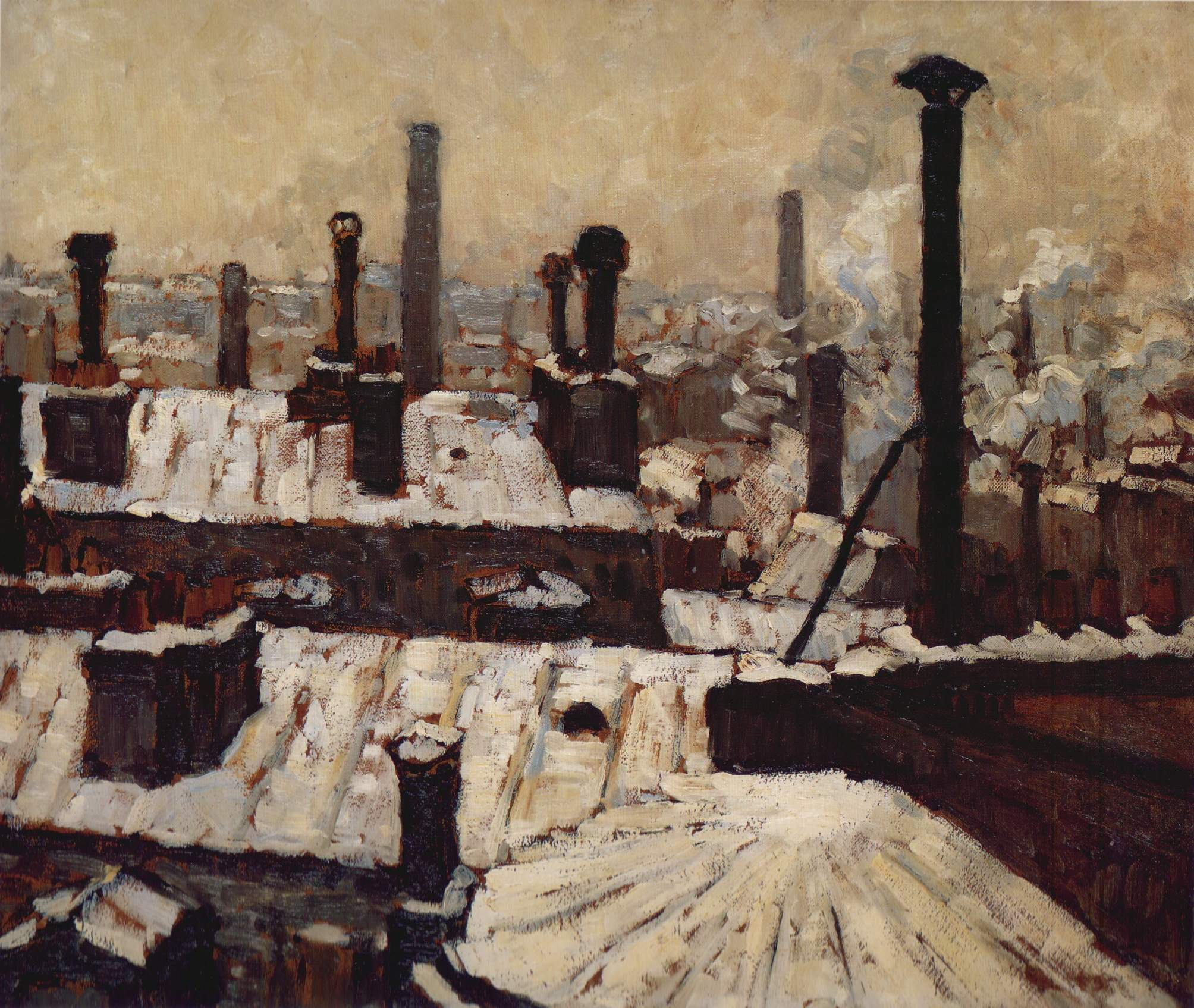
Крыши в снегу, Париж (1878) — эскиз Гюстава Кайботта

Впервые картина была представлена на 4-й выставке импрессионистов в Париже в апреле 1879 года. Кайботт с большим энтузиазмом готовился к этой выставке и представил на ней около 25 работ. Среди них были две картины с изображением крыш домов, одной из которых была картина «Крыши под снегом». Хотя во время выставки эта картина не привлекла такого большого внимания, как некоторые другие работы Кайботта, она оказалась важным этапом на пути к последующей серии городских пейзажей художника.
Долгое время картина находилась в коллекции самого́ Гюстава Кайботта. В 1894 году, после смерти художника, его брат Марсиаль Кайботт передал картину в Музей в Люксембургском саду, под названием «Этюд пейзажа» (фр. Etude de paysage). С 1929 года она находилась в собрании Лувра, а с 1947 года — в национальной галерее Же-де-Пом (фр. Jeu de Paume). В 1986 году картина была передана в Музей Орсе, где она и находится до сих пор.

## Описание
Эта картина воспроизводит вид сверху на зимний парижский городской ландшафт того времени. Художником подробно выписаны заснеженные крыши домов, окна и мансарды верхних этажей, трубы и дымоходы. По-видимому, Кайботт писал картину с верхнего этажа одного из новых домов, строившихся в Париже в то время, только окно выходило не на новую улицу, а на обратную сторону с более низкими старыми домами. Над домами — серое небо, на крышах и на улицах лежит снег, стоят чёрные деревья без листвы. Картина превосходно описывает атмосферу и цветовую гамму пасмурного зимнего дня в Париже.
Исследователь творчества Кайботта Кирк Варнедо так писал про это полотно:
Эту картину, входящую в серию видов крыш, выполненных около 1878 года (и показанных в 1879-м), с уверенностью можно назвать одним из самых «импрессионистских» произведений Кайботта — одним из тех, в которых наиболее важна оболочка атмосферы, окутывающей и рассеивающей очертания отдельных предметов. Оригинальный текст (англ.)This picture, part of a series of rooftop views executed around 1878 (and shown in 1879), is certainly one of Caillebotte's most clearly "Impressionist" works — one in which the envelope of atmosphere is of primary concern, cloaking and diffusing the definition of the individual forms.
Картиной «Крыши под снегом» Кайботт продолжил традицию других художников-импрессионистов по написанию зимних пейзажей со снегом — таких, как «Сорока» Клода Моне (1868—1869), «Проталина в снегу» Армана Гийомена (1869), «Зима» Камиля Писсарро (1872) и другие. У самого́ Кайботта были и другие городские пейзажи со снегом — такие, как «Улица Алеви, вид с шестого этажа» (1878) и «Бульвар Осман. Снег» (1880—1881).